# Proctolabinae
Proctolabinae es una subfamilia de insectos ortópteros caelíferos perteneciente a la familia Acrididae. Se encuentran en América.

## Géneros
Según Orthoptera Species File (31 mars 2010):
- Coscineutini Brunner von Wattenwyl 1893
  - Coscineuta Stål, 1873
- Proctolabini Amédégnato 1974
  - Adelotettix Bruner, 1910
  - Ampelophilus Hebard, 1924
  - Azotocerus Descamps, 1976
  - Balachowskyacris Descamps & Amédégnato, 1972
  - Cercoceracris Descamps, 1976
  - Cryptocloeus Descamps, 1976
  - Dendrophilacris Descamps, 1976
  - Dorstacris Descamps, 1978
  - Drymacris Descamps & Rowell, 1978
  - Drymophilacris Descamps, 1976
  - Eucephalacris Descamps, 1976
  - Eucerotettix Descamps, 1980
  - Halticacris Descamps, 1976
  - Harpotettix Descamps, 1981
  - Kritacris Descamps, 1976
  - Leioscapheus Bruner, 1907
  - Lithoscirtus Bruner, 1908
  - Loretacris Amédégnato & Poulain, 1987
  - Paratela Descamps & Rowell, 1978
  - Pareucephalacris Descamps, 1976
  - Poecilocloeus Bruner, 1910
  - Proctolabus Saussure, 1859
  - Saltonacris Descamps, 1976
  - Tela Hebard, 1932
  - Witotacris Descamps, 1976
  - Ypsophilacris Descamps, 1980
  - Zodiacris Descamps, 1980
  - Zosperamerus Bruner, 1908